# سیران خاتلاماجیان
سیران هوهانسی خاتلاماجیان (ارمنی: Սեյրան Հովհաննեսի Խաթլամաջյան؛ ۲۰ آوریل ۱۹۳۷ – ۱۴ سپتامبر ۱۹۹۴) یک نقاش و کنشگر اهل ارمنستان بود.

## زندگی‌نامه
وی در ۲۰ آوریل ۱۹۳۷ در روستوف-نا-دونو به دنیا آمد. در سال ۱۹۵۳ در مدرسه هنری متروفان گرکوف در روستوف-نا-دونو ثبت نمود و در سال ۱۹۵۹ فارغ‌التحصیل شد. سپس در سال ۱۹۵۹ سیران خاتلاماجیان به ایروان ارمنستان نقل مکان نمود و در انستیتو هنرهای زیبا و نمایشی ایروان پذیرفته شد و در سال ۱۹۶۴ از آنجا فارغ‌التحصیل شد. هنرمند جوان در ابتدا تحت تأثیر ماردیروس ساریان قرار گرفته بود اما بعداً به سبک نقاشی غیر ثمثیلی متمایل گشت. وی در ۱۴ سپتامبر ۱۹۹۴ در سن ۵۷ سالگی در ایروان درگذشت.

## کارهای برجسته
- ترکیب‌بندی قرمز[الف],[۱] ۱۹۷۲, 123x187, رنگ روغن روی بوم، ایالات متحده آمریکا
- جادو ارمنستان[ب],[۲][۳] ۱۹۶۸, رنگ روغن روی بوم، 100x130 (دارایی خانواده هنرمند);
- آدام و حوا[پ][۴] (from the Magic Armenia cycle), ۱۹۷۰, رنگ روغن روی بوم، 180x240 (دارایی خانواده هنرمند);
- Illustrations cycle for Vahan Totoventz's novel  زندگانی بر روی جاده روم باستان[ت],[۵] ۱۹۶۶, چسب‌رنگ بر روی مقوا، ۵۰х۷۰ سانتی‌متر,  (دارایی خانواده هنرمند)
- ترکیب‌بندی[ث],[۶] ۱۹۸۷, رنگ روغن روی بوم، 90x90 سانتی‌متر، مجموعه موزه هنر مدرن ایروان

## یادداشت
1. ↑  Red Composition
2. ↑  Magic Armenia
3. ↑  Adam and Eve
4. ↑  The Life on Ancient Roman Road
5. ↑  Composition